# Clube Náutico Almirante Barroso
Il Clube Náutico Almirante Barroso, noto anche semplicemente come Almirante Barroso, è una società calcistica brasiliana con sede nella città di Itajaí, nello stato di Santa Catarina.

## Storia
La storia di Barroso inizia nel 1919 e ha un rapporto intimo con il mare e i fiumi che abbracciano Itajaí. Il Club nasce l'11 maggio, in una riunione al “Grande Hotel” con circa 40 soci per praticare il canottaggio. L'emergere dell'Ammiraglio venne da un disaccordo con suo fratello leggermente maggiore, Marcílio Dias. Alcuni soci non erano d'accordo con l'elezione della Madrina delle prime due barche, chiamate “Yara” e “Yarê”. La votazione, terminata in parità fra Marieta de Moro e Virgínia Fontes, si è conclusa con la scelta del primo candidato e l'esonero di quasi la metà dei soci. La prima pietra della prima sede fu posta esattamente il 29 giugno 1919 e si trovava in Rua Pedro Ferreira. L'inaugurazione avvenne poco dopo, nel 1920, dove gli atleti si riunivano per ritrovi sociali e pratiche sportive. La competente squadra di canottaggio vinse i campionati statali nel 1920, 1921, 1927 e 1928.
L'inizio del calcio professionistico risale al 1949, quando venne effettuata la fusione con la squadra di Lauro Müller (che era stata campionessa statale nel 1931). Con l'inaugurazione dello Stadio Camilo Mussi, nel 1956, atleti professionisti e dilettanti iniziarono a giocare al Barroso, che aveva già una nuova sede, ora in Rua Almirante Barroso, in centro. Barroso divenne campione municipale nel 1959 e secondo classificato nel 1963. Nel 1972 Barroso concluse la sua attività nel calcio professionistico, adempiendo alla missione di rivelare giocatori come il portiere Diogo e il terzino sinistro Alvacir, entrambi ceduti al Corinthians, oltre a giocatori chiamati in vista per la nazionale catarinense come Nelinho, Elio, Deba, Mima e Godeberto. Da allora si dedicò ai campionati interni per soci, che ancora oggi sono tra i più tradizionali della regione. Il 3 marzo 2016, i consigli di amministrazione di Almirante Barroso e Sport Clube Litoral hanno confermato una partnership, in cui Litoral ha rilevato la parte amministrativa della squadra di calcio sotto il nome di Clube Náutico Almirante Barroso, per giocare la Serie B del Campionato Catarinense e riprendere entrambi attività calcistiche professionistiche. Nello stesso anno la squadra vinse la Serie B del Campionato Catarinense.
Nel 2017 retrocede nuovamente in Série B. in cui ha militato nel 2018 e nel 2019 è stato due volte campione della Catarinense Serie B.Tra il 2016 e il 2020, Barroso è tornato al calcio professionistico attraverso una partnership con lo Sport Club Litoral, con l'amministrazione della squadra professionistica di Barroso affidata al Navegantes Esporte Clube, nel formato club-società. La partnership ha offerto alla squadra professionistica la possibilità di condividere lo spazio fisico con i soci attraverso miglioramenti di cui hanno beneficiato entrambe le parti, rappresentando questo club che si avvicina al compimento del suo centenario e che fa già parte della storia del popolo di Itajai. Nel 2020, avrebbe gareggiato nella Série A del Campionato Catarinense, ma la partnership è stata interrotta, poiché il contratto non era redditizio e il calcio non era consolidato.

## Palmarès

### Competizioni statali
- Campeonato Catarinense Série B: 2

2016, 2019